# Кмара
Кмара! (груз. კმარა!, дословно „Доста!") је био грађански покрет отпора влади Едуарда Шеварнадзеа у Грузији.
Након што су међународни посматрачи осудили поступке Шеварнадзеове владе након скупштинских избора у новембру 2003, покрет Кмара је повео протесте, тзв. „Револуцију ружа“ који су довели до његовог коначног пада.
Народни покрет Отпор из Србије је помагао покрету Кмара својим искуствима из периода свргавања Слободана Милошевића са власти. Покрет Кмара и "револуција ружа" се скупа са украјинском "наранџастом револуцијом", либанском "револуцијом кедрова" и другим покретима организованим по узору на српски Отпор и најчешће помаганим од стране бројних грађанских и владиних организација из САД и Европске уније, понекад називају и "шареним револуцијама" или „београдским сценаријем“.

## Почеци
2000. године је, као протест против званичне корупције на државним универзитетима, основан омањи студентски покрет на Тбилиском државном универзитету. Организацији се придружило око 2500 студената и изабрана је прва студентска влада на неком грузијском државном универзитету. Касније, сличне студентске владе су основане и на другим универзитетима по земљи. Грузијски студентски покрет је у октобру и новембру 2001. године организовао масовне демонстрације за слободу штампе у Грузији. Ова се мрежа студентских организација у априлу 2003. године развила у покрет Кмара.
Истакнута грузијска невладина организација за људска права, Институт за слободу, коју су сачињавали прекаљени млади активисти, је дејствовала као мајчинска организација за покрет Кмара и помогла у изградњи његових организационих способности. Кмара је своје организационе капацитете и теоријско знање о томе како се ненасилним деловањем може довести до промене развила кроз контакт са српским покретом Отпор, који је играо кључну улогу у паду Слободана Милошевића 2000. Грузијски Институт за отворено друштво је тамошње опозиционаре, Михаила Сакашвилија и омладинске вође, у фебруару 2003. упутио пут Београда, где су се ови сусрели са активистима Отпора, и недуго затим су се „отпораши“ нашли у Тбилисију и почели обучавати око 800 грузијских студената на тродневним курсевима о ненасилној политичкој промени на Институту за слободу.
Тако су у обучавању покрета Кмара важну улогу играли и београдски Центар за ненасилни отпор (настао касније од некадашњих отпораша) и већи број западних организација. Према чланку у академском часопису Проблеми пост-комунизма, покрет Кмара су финансирали и Фридом хаус, Национални демократски институт, Европска унија, Национална задужбина за демократију, Међународни републикански институт, Организација за европску безбедност и сарадњу, УСАИД и Савет Европе.
Налик на Отпор, Кмара је организовао лабаву, децентрализовану мрежу обласних ћелија. Намерно је избегнуто стварање врховне организације, чије би уклањање могло потпуно зауставити покрет. Часови обуке за активисте и новајлије су одржавани по објектима за рекреацију. Од новоприкључених се очекивало да допринесу самосталним вођством у својим обласним ћелијама и да независно организују своје акције. Други аспекти обуке су се односили на политички маркетинг, односе са медијима, мобилизацију и новачење и дебатне вештине.

## Сезање ка јавности
Размера дејстава покрета Кмара је расла скупа са бројношћу чланства. Почело се од мањих, лакших локалних питања. Међу једноставним али делотворним видовима протеста били су и графити и бучне протестне шетње, које су оствариле високу јавну видљивост. Недуго потом, активисти покрета Кмара се се свакодневно појављивали на главним телевизијским каналима и новинама, и тако је за неколико месеци Кмара постало широко препознатљиво име.
Кмара је почео са организовањем група грађана (углавном студената) за посматраче избора и гласно говорили о потреби поштеног изборног процеса пре грузијских избора у новембру 2003. Њихов рад напокон је привукао и пажњу самог Едуарда Шеварнадзеа, који је оптужио руску владу и Институт за отворено друштво Џороџа Сороша да финансирају опозициони покрет за његово свргавање са власти. На конференцији за штампу 21. априла, вођа Националне демократске партије и портпарол Шеварнадзеовог блока „За нову Грузију“ Ирина Саришвили-Чантурија је објавила како „руске специјалне службе планирају широку и опробану операцију под именом 'Доста'". Потом је у јуну Шеварнадзе у свом недељном обраћању путем радија запретио свим међународним организацијама које се „залажу за организовани хаос“ да у Грузији „за њих више нема места“ јер су се почеле „мешати у политику“, што „није њихов посао“. Након првих оптужујућих коментара, Шеварандзе је затим од средине јуна до касног октобра развио тактику игнорисања. Већ у обраћању 16. јуна се „поверио“ грађанима како је из своје лимузине видео графите отпора Кмара и како их „изгледа нико није читао“.

## Након револуције
Кмара је на пролеће 2004. играо важну улогу у свргавању режима Аслана Абашидзеа у грузијској Аутономној републици Аџарији, а на јесен 2005. године су учествовали у припреми Наранџасте револуције у Кијеву. Септембра 2005. године, белоруска милиција је неко време држала у затвору двојицу припадника покрета Кмара, који су се тамо узели удела у организацији протеста против председника Александра Лукашенка.
Након грузијских избора 2003, већина вођа Кмара је напустио организацију и наставио да ради за Институт за слободу.